# Úlice
Úlice (en allemand : Ullitz) est une commune du district de Plzeň-Nord, dans la région de Plzeň, en Tchéquie. Sa population s'élevait à 438 habitants en 2022.

## Géographie
Úlice se trouve à 8 km à l'ouest-sud-ouest du centre de Město Touškov, à 17 km à l'ouest-nord-ouest du centre de Plzeň et à 99 km à l'ouest-sud-ouest de Prague.
La commune est limitée par Líšťany au nord, par Újezd nade Mží et Plešnice à l'est, par Nýřany et Kbelany au sud, et par Pňovany à l'ouest.

## Histoire
La première mention écrite de la localité date de 1329.

## Transports
Par la route, Úlice se trouve à 9 km de Město Touškov, à 18 km de Plzeň et à 120 km de Prague. 